# Gelliodes poculum
Gelliodes poculum är en svampdjursart som beskrevs av Ridley och Arthur Dendy 1886. Gelliodes poculum ingår i släktet Gelliodes och familjen Niphatidae. Inga underarter finns listade i Catalogue of Life.